# Garoua
Garoua er en by i det nordlige Cameroun med 1.750.000 (2020) indbyggere. Byen er hovedstad i landets Nordprovins, og ligger på bredden af Benuefloden.